# Latvijas kauss 2011-2012
La Coppa di Lettonia 2011-2012 (in lettone Latvijas kauss) è stata la 70ª edizione del torneo a eliminazione diretta. È iniziata il 29 maggio 2011 ed è terminata il 12 maggio 2012. Lo Skonto ha vinto il trofeo per l'ottava volta, battendo in finale il Metalurgs Liepāja ai rigori dopo aver pareggiato durante i tempi regolamentari.

## Primo turno
Le partite si sono giocate tra il 29 maggio e il 6 giugno 2011.
| Squadra 1        | Risultato | Squadra 2            |
| ---------------- | --------- | -------------------- |
| Olaine           | 0 – 1     | Iecava               |
| Sigulda          | 0 – 1     | Alberts              |
| Ērgļi            | 0 – 3     | Avantis              |
| Pļaviņas/DM      | 1 – 3     | Kvarcs/Madona        |
| Alūksne          | 2 – 0     | Staiceles Bebri      |
| Aizkraukle       | 0 – 3     | Smiltene             |
| Ķekava           | 0 – 1     | Grobiņa              |
| Upesciems        | 2 – 1     | Austrumi/Balvu vilki |
| Jelgava/Jaunieši | 3 – 4     | KFC/TB               |
| Dobele           | 0 – 1     | Mārupe               |
| Ozolnieki        | 4 – 0     | Mērsrags             |

## Secondo turno
Le partite si sono giocate tra il 14 e il 21 giugno 2011.
| Squadra 1 | Risultato   | Squadra 2     |
| --------- | ----------- | ------------- |
| Alberts   | 2 – 6 (dts) | Ozolnieki     |
| KFC/TB    | 1 – 6       | Kvarcs/Madona |
| Alūksne   | 0 – 3       | Upesciems     |
| Mārupe    | 1 – 3       | Zelis Gulbene |
| Avantis   | 0 – 3       | Iecava        |
| Grobiņa   | per ritiro  | Smiltene      |

## Terzo turno
Le partite si sono giocate tra il 1º e il 17 luglio 2011.
| Squadra 1        | Risultato         | Squadra 2     |
| ---------------- | ----------------- | ------------- |
| Zelis Gulbene    | 0 – 12            | Daugava Riga  |
| Tukums 2000      | 2 – 0             | Auda Ķekava   |
| Ozolnieki        | 4 – 1             | Upesciems     |
| Metta/LU         | 3 – 1             | BFC Daugava   |
| Spartaks Jūrmala | 5 – 0             | Iecava        |
| Ogres/FK33       | 0 – 4             | Valmiera      |
| Grobiņa          | 0 – 0 (2 – 4 dtr) | Kvarcs/Madona |
| Varavīksne       | 2 – 0             | Rēzekne/BJSS  |

## Spareggio per gli ottavi di finale
La partita si è giocata il 17 luglio 2011.
| Squadra 1 | Risultato | Squadra 2   |
| --------- | --------- | ----------- |
| Ozolnieki | 0 – 3     | Tukums 2000 |

## Ottavi di finale
Le partite si sono giocate il 30 e il 31 luglio 2011.
| Squadra 1        | Risultato   | Squadra 2         |
| ---------------- | ----------- | ----------------- |
| Metta/LU         | 0 – 3       | Jūrmala           |
| Daugava Riga     | 0 – 2       | Skonto            |
| Kvarcs/Madona    | 0 – 11      | Daugava           |
| Varavīksne       | 1 – 3       | Metalurgs Liepāja |
| Spartaks Jūrmala | 1 – 2       | Ventspils         |
| Valmiera         | 1 – 3 (dts) | Gulbene           |
| Tukums 2000      | 0 – 4       | Jūrmala-VV        |
| Jelgava          | 3 – 1       | Olimps Rīga       |

## Quarti di finale
Le partite si sono giocate tra il 17 e il 18 marzo 2012.
| Squadra 1         | Risultato   | Squadra 2 |
| ----------------- | ----------- | --------- |
| Metalurgs Liepāja | 1 – 0       | Daugava   |
| Jūrmala           | 0 – 1       | Skonto    |
| Jelgava           | 2 – 1 (dts) | Ventspils |
| Jūrmala-VV        | 1 – 3       | Gulbene   |

## Semifinali
Le partite si sono giocate l'11 aprile 2012.
| Squadra 1 | Risultato | Squadra 2         |
| --------- | --------- | ----------------- |
| Jelgava   | 1 – 4     | Metalurgs Liepāja |
| Gulbene   | 0 – 1     | Skonto            |

## Finale
| Liepāja 12 maggio 2012, ore 17:00 UTC+3 | Metalurgs Liepāja    | 1 – 1 (d.t.s.)                                                  | Skonto | Daugavas Stadion |
| \| \| \| \| \| Kamešs 74’ \| Marcatori \| 54’ Šabala \| \| Soloņicins Surņins Oskars Kļava Krjauklis Prohorenkovs \| Tiri di rigore 3 – 4 \| Siņeļņikovs Andrejs Sinicins Pētersons Fertovs Roman Amirchanov \| |                      |                                                                 |        |                  |
| |                      |                                                                 |        |                  |
| Kamešs 74’ | Marcatori            | 54’ Šabala                                                      |        |                  |
| Soloņicins Surņins Oskars Kļava Krjauklis Prohorenkovs | Tiri di rigore 3 – 4 | Siņeļņikovs Andrejs Sinicins Pētersons Fertovs Roman Amirchanov |        |                  |